# StratML
El Lenguaje de descripción de Estrategia (StratML) consiste en un vocabulario y un esquema estándar basado en XML para describir la información que normalmente contienen los planes e informes estratégicos y de desempeño. La Parte 1 de StratML especifica los elementos de los planes estratégicos, que incluyen: misión, visión, valores, metas, objetivos y partes interesadas. La Parte 2 amplía la Parte 1 para incluir los elementos adicionales necesarios para la elaboración de los planes e informes de desempeño, incluidos los roles de los interesados y los indicadores de rendimiento.
Adoptada originalmente como un estándar nacional estadounidense (ANSI / AIIM 21: 2009), Parte 1, sobre planes estratégicos, fue publicada como un estándar internacional (ISO 17469-1) el 11 de febrero de 2015, con cambios menores respecto a la versión ANSI. El 13 de noviembre de 2015, la versión ANSI de la Parte 1 fue reemplazada por la versión ISO (ANSI / AIIM / ISO 17469-1)..El 9 de enero de 2017, se aprobaron los cambios de la ISO, así como varias mejoras adicionales para su incorporación a la Parte 2, que versa sobre Planes e informes de desempeño (ANSI / AIIM 22).  La internacionalización de la Parte 2 dependerá de su logra el apoyo suficiente de otras naciones durante el proceso de elaboración de la ISO.
La visión del estándar StratML es: "Una red mundial de intenciones, partes interesadas y resultados". Sus propósitos más explícitos incluyen permitir la alineación estratégica a través de vínculos literales entre los objetivos de desempeño y los registros comerciales que los respaldan. Aunque el enfoque inicial se ha centrado en los planes e informes que las agencias federales de los EE. UU. están obligadas a compilar y mantener bajo la  Ley del desempeño y los resultados del Gobierno (GPRA, por sus siglas en inglés), el estándar ha sido especificado genéricamente para que sea aplicable no sólo a todas las organizaciones en todo el mundo, sino también a las personas que deciden llevar una vida dirigida por una misión u objetivo.
La Sección 10 de la Ley de Modernización de GPRA (GPRAMA) requiere que las agencias federales de los Estados Unidos publiquen sus planes e informes estratégicos y de desempeño en un formato legible por máquinas. StratML es un formato de este tipo.